# Super Liga Rusa de Fútbol Sala
La Super Liga Rusa de Futsal (del ruso: Чемпионат России по мини-футболу) es el más importante torneo de fútbol sala profesional en Rusia. La liga está organizada por la Asociación Rusa de Fútbol sala (AMFR) —división de la Unión del Fútbol de Rusia—, que también se encarga de la Copa de Rusia y de la Supercopa de Rusia. Está considerada entre las mejores ligas de Europa y del mundo por su alto nivel competitivo en este deporte.

## Super Liga
Está compuesta por 9 equipos, dónde los 6 primeros clasificados al término de la competición regular jugarán playoffs por el título. Los playoffs se disputan al mejor de 5 partidos.
El vencedor de liga se enfrenta al vencedor de la Copa de Rusia en la Supercopa de Rusia.

### Equipos 2020-21
| Club               | Ciudad          | Escenario              |
| ------------------ | --------------- | ---------------------- |
| Dinamo-Samara      | Samara          | SC “MTL-Arena”         |
| Gazprom-Ugra       | Yugorsk         | Sport Home “Yubileiny” |
| KPRF               | Moscow          | SC “Yunost”, Klimovsk  |
| Novaya Generatsiya | Syktyvkar       | SC “Orbita”            |
| Norilsky Nikel     | Norilsk         | FOK “Аika”             |
| Sinara             | Yekaterinburg   | DIVS                   |
| Torpedo            | Nizhny Novgorod | FOK “Meshchersky”      |
| Tyumen             | Tyumen          | SC “Tsentralnyy”       |
| Ukhta              | Ukhta           | USC “Ukhta”            |

### Títulos por club
| Club                    | Campeón |
| ----------------------- | ------- |
| Dinamo Moscú            | 11      |
| Dina Moscú              | 10      |
| MFK Sinara Ekaterinburg | 2       |
| Gazprom-Yugra           | 2       |
| KSM-24 Moscú            | 1       |
| Spartak Moscú           | 1       |
| Norilsk Nickel          | 1       |
| MFK Tyumen              | 1       |
| MFK KPRF                | 1       |